# Daniele Barbaro
Daniele Matteo Alvise Barbaro (también Barbarus) (Venecia, 8 de febrero de 1514 - Venecia, 13 de abril de 1570) fue un patriarca católico y humanista italiano, estudioso de filosofía, matemática y óptica. Tuvo una carrera eclesiástica significativa y llegó a alcanzar el rango de cardenal.
Es más conocido como traductor y comentarista del tratado De architectura de Vitruvio y por el tratado de La pratica della perspettiva. Importantes fueron su estudios sobre la perspectiva y su aplicación en la cámara oscura, donde utilizó un diafragma para mejorar el rendimiento de la imagen. Hombre culto y de amplios intereses, fue amigo de Andrea Palladio, Torquato Tasso y Pietro Bembo. Encargó a Palladio la Villa Barbaro, en Maser, y a Paolo Veronese numerosas obras, incluyendo dos de sus retratos.

## Biografía
Nació en Venecia, hijo de Francesco di Daniele Barbaro y Pisani Elena, la hija del banquero Alvise Pisani y Giustinian Cecilia. Barbaro estudió filosofía, matemáticas y óptica en la Universidad de Padua. Ha sido documentado como el diseñador del jardín botánico de la Universidad de Padua.
Barbaro sirvió a la República de Venecia como embajador en la corte de Isabel I de Inglaterra en Londres, y como representante en el Concilio de Trento. Su nombramiento como cardenal pudo haber sido secreto (in pectore) para evitar causar complicaciones diplomáticas. En 1550 fue elegido Patriarca de Aquileia, un nombramiento eclesiástico que requería la aprobación del Senado de Venecia.
A la muerte de su padre, heredó una finca junto a su hermano Marcantonio Barbaro y le encargó al arquitecto  Andrea Palladio que diseñara la que ahora es conocida como Villa Barbaro, declarada Patrimonio de la Humanidad.
Daniele Barbaro y Palladio visitaron juntos Roma; la arquitectura de la villa refleja su interés por los antiguos edificios que vieron allí. El interior de la casa está decorada con frescos de Paolo Veronese, quien también pintó retratos al óleo de Daniele: el reproducido más arriba en este artículo (Rijksmuseum de Ámsterdam) le muestra con sotana o vestido clerical, y otro del Palazzo Pitti lo muestra vestido como un aristócrata veneciano.
Daniele Barbaro podría haber diseñado el Palazzo Trevisan en el Murano, solo o en colaboración con Palladio. Al igual que en la Villa Barbaro, Paolo Veronese y Alessandro Vittoria, probablemente, también trabajaron en el proyecto, que se completó en 1557.
Su pasión científica se manifestó en su colección para la que compró y construyó numerosos instrumentos astronómicos. Daniele renunció a su herencia en favor de su hermano Marco Antonio y fue enterrado en una tumba sin nombre detrás de la iglesia de San Francesco della Vigna, en lugar de serlo en la capilla Barbaro que la familia tenía reservada en esa iglesia. Daniele encargó un retablo para la iglesia de El Bautismo de Cristo (c.1555) de Battista Franco.
La fama de Barbaro es principalmente debida a su vasta producción en las artes, las letras y en las matemáticas. Principalmente fue un culto humanista, amigo y admirador de Torquato Tasso, mecenas de Andrea Palladio, y discípulo de Pietro Bembo. Francesco Sansovino lo consideró como uno de los tres mejores arquitectos venecianos, junto con Palladio y su padre Jacobo.

## Obras escritas
Sus trabajos incluyen:

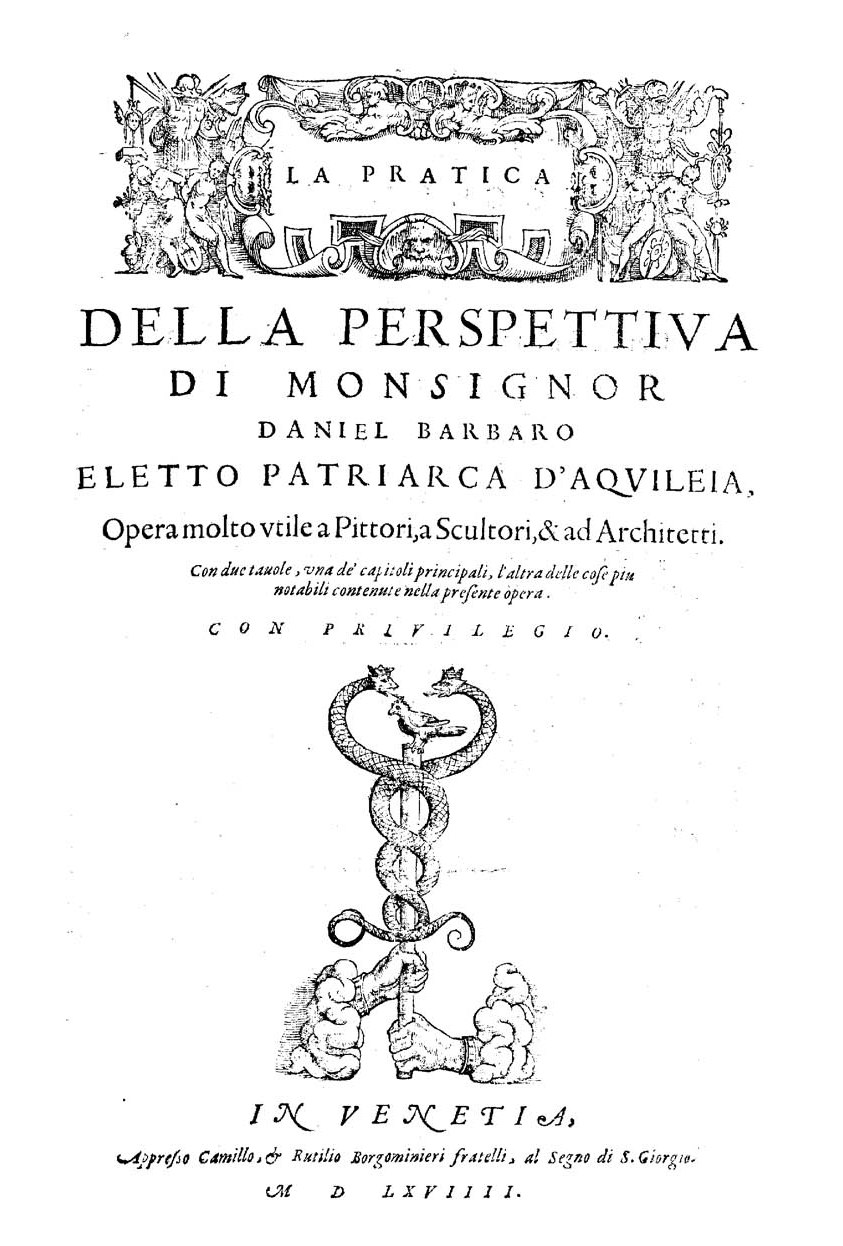
Pratica della perspettiva, 1569

- 1542:  Exquisitae en Porphyrium Commentationes.
- 1542: Predica de sogni, publicado bajo el seudónimo del reverendo padre Hypneo da Schio.
- 1544: Publicó una edición de los comentarios sobre los Escritos de Retórica de Aristóteles, realizados por su tío abuelo Ermolao Barbaro.
- 1545: Publicó una edición de Ermolao Barbaro Compendio scientiae naturalis, con comentarios a la física de Aristóteles.
- 1556: Una traducción al italiano con un comentario extenso de Vitruvio "Diez Libros de Arquitectura, publicado como Dieci di libri dell'architettura M. Vitruvio. La obra fue dedicada al cardenal Hipólito II de Este, patrono de la Villa d'Este en Tivoli.
- 1567: Más tarde se publicó una edición en latín titulado M. Vitruvii De Architectura. Las ilustraciones originales de la obra de Vitruvio no han sobrevivido, y las ilustraciones de Barbaro se realizaron especialmente por Andrea Palladio. Además de ser importante su participación en los debates sobre la arquitectura, el comentario de Barbaro fue una contribución al campo de la estética en general. El Greco, por ejemplo, poseía una copia. Traducciones anteriores se habían realizado, por Fra Giocondo y Cesare Cesariano, pero este trabajo se considera la versión más precisa realizada hasta la fecha. Bárbaro explicó claramente algunas de las secciones más técnicas y discutió la relación entre naturaleza y arquitectura, aunque también recogió conocimientos teóricos y arqueológicos de Palladio los cuales contribuyeron a enriquecer la obra.
- 1567: Dell Eloquenza, Diálogo.
- 1568: La pratica della perspettiva, un libro sobre la perspectiva para los artistas y los arquitectos. En este tratado se describe cómo utilizar una lente con una cámara oscura, el antepasado de las cámaras modernas.
- un tratado sin publicar y sin terminar sobre la construcción de relojes de sol (De Horologiis describendis escrito de demanda, Venecia, Biblioteca Marciana, Cód. Lat. VIII, 42, 3097). Esta última obra también habla sobre otros instrumentos, así, como el astrolabio, el planisferio de los españoles del matemático Juan de Rojas, los instrumentos de navegación, el torquetum, un instrumento astronómico y el holómetro de Abel Foullon, un instrumento topográfico.

Retratos de Daniele Barbaro
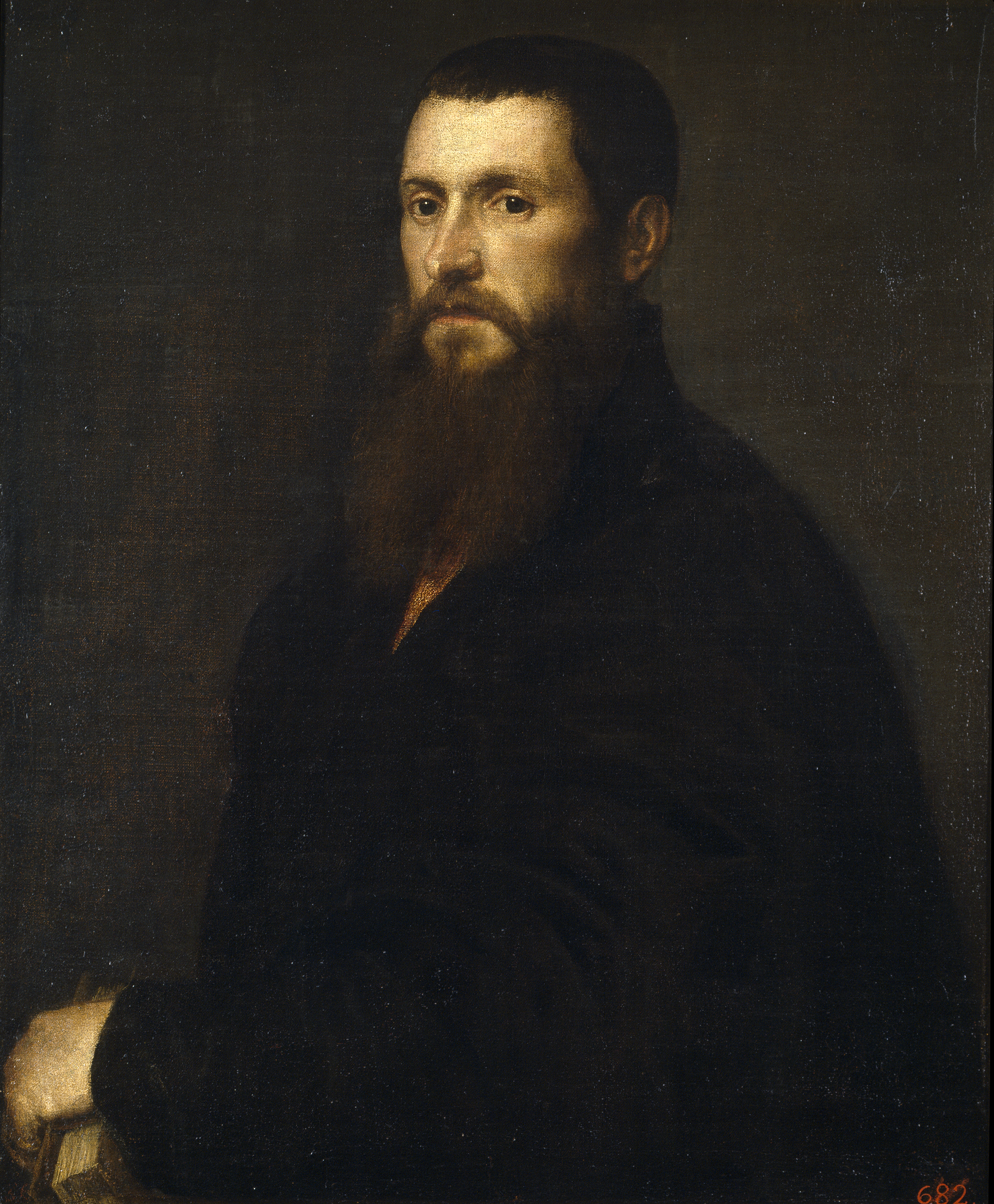
Retrato de Tiziano (Madrid, Museo del Prado)
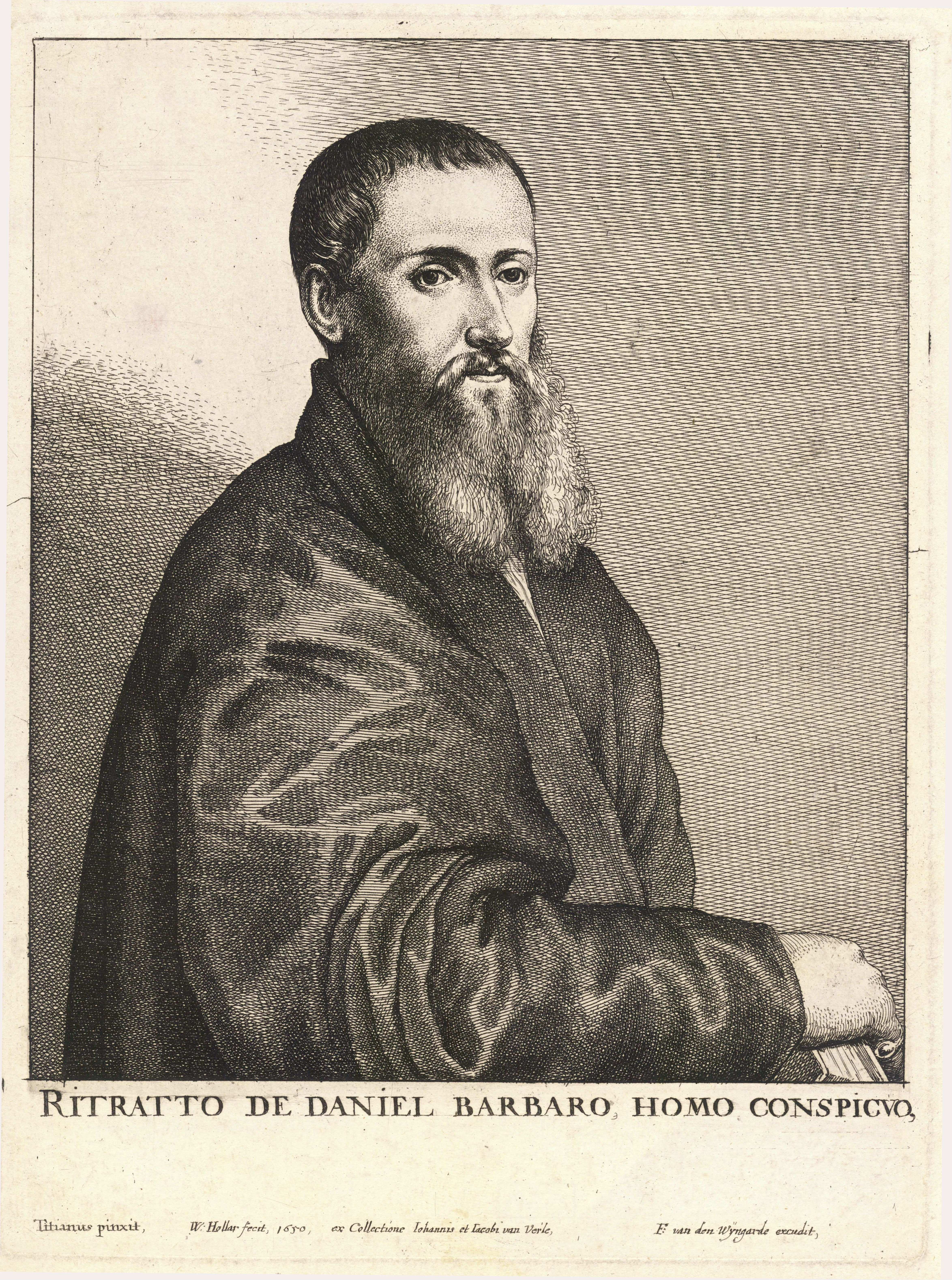
Aguafuerte de Wenzel Hollar (según el retrato de Tiziano)
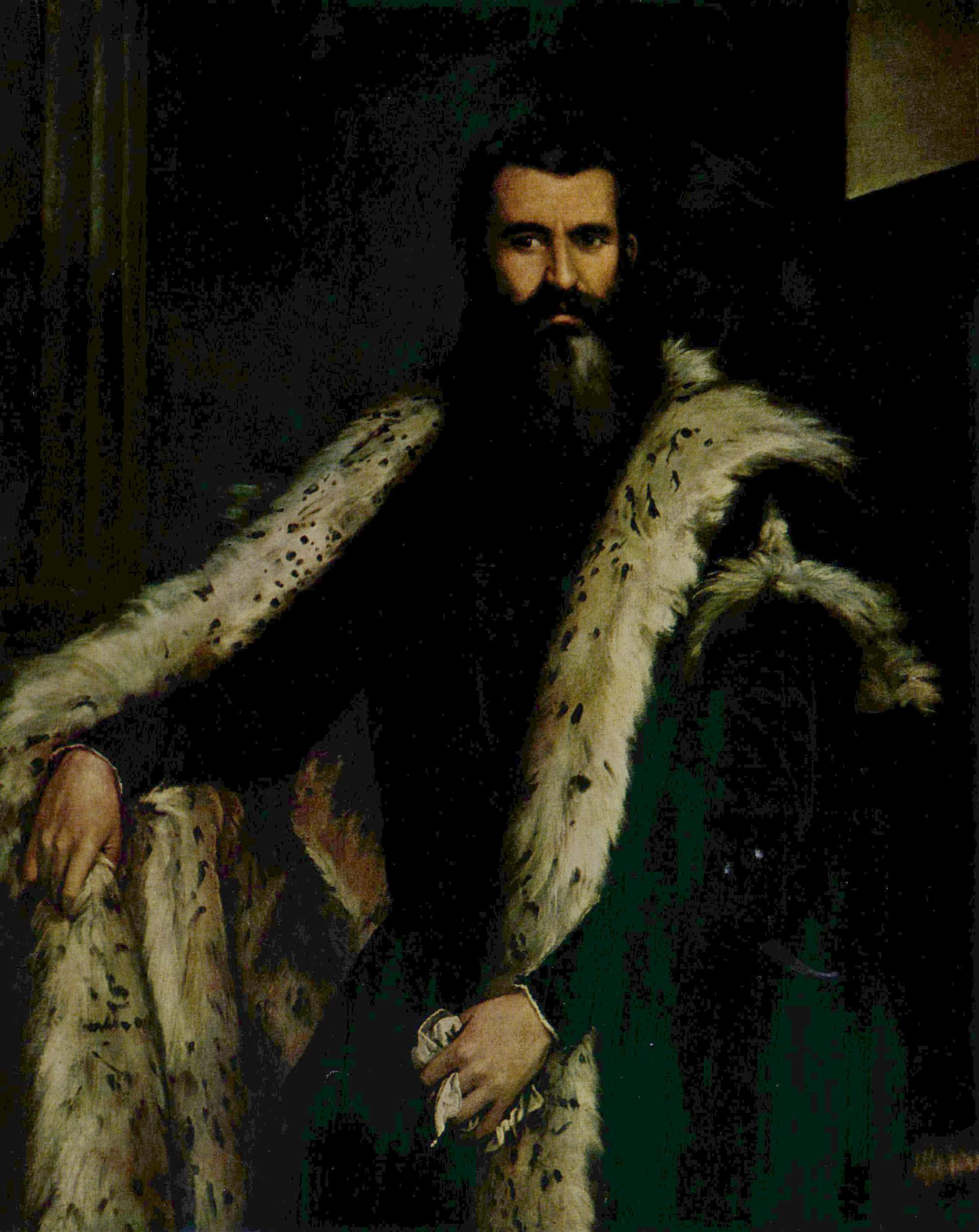
Caballero con armiño de Paolo Veronese, identificado como Barbaro (Florencia, Palazzo Pitti)